# Evangelische Gesellschaft Zürich
Die Evangelische Gesellschaft Zürich wurde 1845 als Kreis erweckter Christen gegründet.

## Geschichte
Am 30. Oktober 1845 wurde die Gesellschaft in Zürich gegründet. Bereits vorher gab es Vorläufer-Gruppen von erweckten Christen, die sich im privaten Rahmen zur geistlichen Erbauung sammelten. Sogenannte «Erbauungskränzchen» gab es bereits um Johann Caspar Lavater (1741–1801). Konkreter Anlass war die Reaktion von biblisch-konservativen Christen auf die Berufung des liberalen Theologen David Friedrich Strauss an die Zürcher Universität 1839, die zum Züriputsch führte. 1874 hatte sich die Evangelische Gesellschaft Statuten gegeben und wurde somit zu einem Verein.
Die Gesellschaft vereinigte theologisch eher konservative, aber weltoffene und sozial denkende Christen. Sie hatte und hat heute noch einen verbindenden Charakter zwischen evangelisch-freikirchlichen Kreisen, der reformierten Kirche und der Gesellschaft als Ganzes.
Die Gesellschaft sammelte Christen zu Erweckungsversammlungen unter dem Dach der reformierten Kirche. Daraus entstanden die St.-Anna-Gemeinde in Zürich, die Lukas-Gemeinde in Aussersihl, die Minoritätsgemeinde Unterstrass, die Freie Kirche Uster sowie der selbständige Evangelische Verein in Winterthur und eine Versammlung in Wädenswil, die später zu einer Freien Evangelischen Gemeinde wurde.
Die Gesellschaft war die treibende Kraft bei der Gründung von evangelischen Privatschulen. Diese wurden aus juristischen Gründen als eigene Körperschaften gegründet, jedoch waren Persönlichkeiten aus der Evangelischen Gesellschaft zusammen mit Personen vom jeweiligen Ort treibende Kraft. Nach dem Vorbild der ersten solchen Zürcher Schule, nämlich der Freien Evangelischen Schule Uster, die 1873 gegründet wurde, entstanden weitere in Winterthur 1873, Wädenswil 1874, Horgen 1876 und Aussersihl 1888. Dazu wurden das Evangelische Lehrerseminar Zürich-Unterstrass, die Freie Evangelische Volksschule und das Freie Gymnasium in Zürich gegründet. 
Dazu entstand 1862 die Stadt- und Landmission, welche heute Zürcher Stadtmission heisst, und 1866 die Herberge zur Heimat für Wohnsitzlose. Ebenso wurde die Kranken- und Diakonissenanstalt Neumünster gegründet, die später zu einer eigenen Stiftung wurde. Dazu gehören der Spital Zollikerberg, das Pflegeheim Realp und das Alterszentrum Hottingen. 1957 entstand die Telefonseelsorge Dargebotene Hand, die heute selbständig ist.
Heute ist die Gesellschaft als Stiftung organisiert.